# Vinslövs distrikt
Vinslövs distrikt är ett distrikt i Hässleholms kommun och Skåne län. 
Distriktet ligger sydost om Hässleholm. 

## Tidigare administrativ tillhörighet
Distriktet inrättades 2016 och utgörs av socknen Vinslöv samt området som Vinslövs köping omfattade till 1971.
Området motsvarar den omfattning Vinslövs församling hade vid årsskiftet 1999/2000.